# Marjan Ippel
Marjan Ippel (Werkendam, 1971) is een Nederlandse journaliste en schrijfster.

## Biografie
Ippel werd in 1971 geboren in Werkendam. Na de basisschool volgde ze het middelbare onderwijs aan de De Hoven Lyceum in Gorinchem. In 1992 trad ze in dienst van Doctor Procter Scripts. Gedurende negen jaar schreef Ippel mee aan de dagelijkse series Goede tijden, slechte tijden (1992-2000), Onderweg naar Morgen (1995-1996) en Goudkust (1996-1997). Na het vertrek van Rogier Proper en Cobi Peelen werd Ippel in 1998 aangesteld als hoofdschrijver van GTST. Ze deelde deze functie gedurende twee jaar met Karin van der Meer.
In 2000 nam Ippel ontslag bij Doctor Procter en begon ze zich te focussen op de journalistiek, en dan met name het schrijven omtrent eten. Tussen 2000 en 2008 werkte ze als criticus voor restaurants bij Quote Magazine. Ook is ze sinds 1998 journalist voor de ELLE Eten. In januari 2007 startte Ippel haar eigen bedrijf, Talkin Food. Tevens was zij in mei 2010 de oprichter van de Underground Boerenmarkt in Amsterdam.

## Curriculum Vitae

### Televisie
- Goede tijden, slechte tijden - Dialogen/scenario (1992-2000) / Hoofdschrijver (1998-2000)
- Onderweg naar Morgen - Scenario (1995-1996)
- Goudkust - Scenario (1996, 1997)
- Westenwind - Scenario twee afleveringen (2000, 2001)

### Bladen
- ELLE Eten (1998-)
- Quote Magazine (2000-2008)
- Algemeen Dagblad (2008-)
- Delicious Magazine (2009-)
- Santé Magazine (2010-)
- WineLife Magazine (2011-)
- Elle Decoratie (2012-)